# Scodiomima crocallaria
Scodiomima crocallaria är en fjärilsart som beskrevs av Otto Staudinger 1892. Scodiomima crocallaria ingår i släktet Scodiomima och familjen mätare. Inga underarter finns listade.